# カイラシュ・サティーアーティ
カイラシュ・サティーアーティ（英語: Kailash Satyarthi、ヒンディー語: कैलाश सत्यार्थी, 1954年1月11日 - ）は、インドの子どもの権利活動家。男性。2014年ノーベル平和賞受賞。

## 別表記
ヒンディー語の発音をもとにした表記は、カイラーシュ・サティヤールティー（कैलाश सत्यार्थी Kailāśa Satyārthī）。日本ではカイラシュ・サティーアーティのほかに、カイラシュ・サトヤルティ、カイラシュ・サティアルティ、カイラシュ・サティヤルティなどの表記が見受けられる。

## 来歴
1954年1月11日にマディヤ・プラデーシュ州ヴィディシャー生まれ。サムラート・アショク工業大学（SATI）で電気工学を専攻した後、大学院にて高電圧工学を専攻した。その後ボーパールの大学で講師として数年間勤めた。
1980年代より奴隷的な労働に従事させられる児童を救出したり、教育を施すと行った活動を開始。その功績が讃えられ、2014年度のノーベル平和賞を受賞した。なお、インド人によるノーベル賞受賞は2009年のヴェンカトラマン・ラマクリシュナン以来、平和賞受賞は1979年のマザー・テレサ以来であった。その後、ノーベル賞のメダルはインド国内の博物館に展示され、自宅にはノーベル賞の賞状とレプリカのメダルを置いていたが、国外に滞在していた2017年2月6日夜に空き巣に忍び込まれ、盗難の被害にあっている。容疑者3人が2月12日までに逮捕され盗み出されたレプリカのメダルや宝石類は警察に回収されたものの、賞状については犯人グループが価値が無いと判断し捨てられてしまっている。

## 家族
ニューデリーにて妻、娘、息子と共に住んでいる。

## 賞と栄誉
- 1993年：アショカフェロー（米国）に選出される[12]
- 1994年：ハンブルク国際平和賞（ドイツ）[13]
- 1995年：トランペッター賞（米国）[14]
- 1995年：ロバート・F・ケネディ人権賞（英語版）（米国）[15]
- 1999年：黄金の旗賞（オランダ）[16]
- 1999年：フリードリヒ・エーベルト財団賞（ドイツ）[17]
- 2002年：ミシガン大学よりバレンベリー・メダル授与[18]
- 2006年：フリーダム賞（米国）[19]
- 2007年：アメリカ国務省の「現代の奴隷制を終了する為に活動する英雄」の表彰を受ける[20]
- 2007年：イタリア上院からメダルを授与される[21]
- 2009年：米国「defender of democracy award」を授与される[22]
- 2014年：ノーベル平和賞受賞。